# Centro Internacional de Convenciones de Dubái
El Centro Internacional de Convenciones y Exposiciones de Dubái fue construido en 1979 por disposición del Jeque Zayed bin Sultán Al Nahyan, vicepresidente y primer ministro de los Emiratos Árabes Unidos y gobernante de Dubái. El complejo está compuesto por la torre original de oficinas de 39 pisos, el centro mundial de comercio, ocho salas de exposiciones, el Centro Internacional de Convenciones de Dubái, que puede acomodar a más de 4.500 delegados en su sala de usos múltiples cuando se usa en estilo auditorio, un centro de negocios, y apartamentos residenciales con un club de ocio. El complejo cuenta con 35.000 metros cuadrados de espacio de exposición contigua.